# Досмухамедов, Халел Досмухамедович
Халел Досмуха́медович Досмуха́медов (каз. Халел Досмұхамедұлы; 24 апреля 1883, местность Тайсойган Кзылкогинского района Атырауской области — 19 августа 1939, Алма-Ата) — казахский государственный и общественный деятель, врач, педагог, учёный. Член народного совета Алаш-Орды. Происходит из племени Бериш.

## Биография
Окончил Уральское военно-реальное училище (1902). В 1903 году поступил в Санкт-Петербургскую императорскую военно-медицинскую академию. Студенческая жизнь Досмухамедова совпала с политическими волнениями в Российской империи, что повлияло на формирование его политических взглядов. В 1905 году на съезде делегатов пяти областей в Уральске был избран (вместе с Б. Каратаевым, М. Бакыткереевым) членом Центрального комитета Казахской конституционной демократической партии. После окончания в 1909 году академии, служил младшим военным медиком сначала в Пермской губернии, затем в 1-м Туркистанском, 2-м Уральском казахско-русском стрелковом батальоне. В 1913 году освобождён от воинской службы и работал врачом в Темирском уезде Уральской области. В 1913—1918 годах в газете «Қазақ» опубликовал статьи «Тамыр дәрі хақында», «Сары кезік — сүзек», «Жұқпалы ауру хақында» и другие. В его книге «Как бороться с чумой среди киргизского народа» (1916) описаны методы борьбы с чумой.
В мае 1917 года участвовал во Всероссийском съезде мусульман в Москве. От 1-го Всеказахского съезда был выдвинут депутатом во Всероссийское учредительное собрание. Избран членом правительства Алаш-Орды. В декабре 1917 года участвовал в создании Алашской милиции. В марте 1918 года Халел Досмухамедов вместе с Жаншой Досмухамедовым участвовал в переговорах с В. И. Лениным и И. В. Сталиным, во время которых были затронуты вопросы казахской автономии. 18—21 мая 1918 года участвовал в работе 4-го съезда казахов Приуралья в Джамбейты, где было объявлено о создании национально-территориального формирования «Временное правительство Уильского Вилаята» (позже «Западное отделение Алаш-Орды»).
С 1920 года начал работать в Ташкенте, сначала членом, затем председателем Комиссии образования при комиссариате народного просвещения Республики Туркестан. В 1922—1924 годах член коллегии Туркестанского народного комиссариата здравоохранения и заведующий лечебно-санитарным отделом. В 1923 году член Средне-Азиатской, затем Восточного отделения Казахской государственной издательской коллегии; 1925—1926 годах заведующий Восточным отделением; в 1926 году член правления Казахского государственного издательства и заместитель заведующего.
Досмухамедов внёс значительный вклад в развитие казахской науки: написал научные труды и учебники «Табиғаттану», «Жануарлар» (1922), «Адамның тән тірлігі», «Оқушылардың денсаулығын сақтау» (1925), «Дене бітімі және оның жұмысы туралы әңгімелер» и другие. В 1922—1925 годах был председателем правления общества развития культуры «Талап». Собирал материалы о литературе, истории казахского народа, исследовал закон сингармонизма, опубликовал сборники «Қазақ-қырғыз тілдеріндегі сингармонизм заңы» (1924), «Шернияз шешен» (1925), «Исатай—Махамбет» (1925), «Алаш не сөз», «Бұқарадағы Көгілташ медресесін салу туралы әпсана» (1927) и другие. Был избран членом-корреспондентом Центрального бюро краеведения Российской академии наук (1924), в этом же году от имени Туркестанского народного комиссариата просвещения участвовал на съезде казахских учёных в Оренбурге, на Всесоюзном съезде работников здравоохранения. В 1929 году был утверждён профессором, затем проректором Казахского педагогического института (ныне КазНПУ им. Абая).
15 сентября 1930 года арестован и на 5 лет сослан в Воронеж. 26 июля 1938 года вторично арестован по ложному политическому обвинению, переправлен сначала в Москву, затем в Алма-Ату. 24 апреля 1939 года приговорён к расстрелу. Умер в тюремной больнице Алма-Аты. Реабилитирован 11 февраля 1958 года.

## Память
В 1994 году в честь него был назван Атырауский государственный университет имени Х. Досмухамедова. Перед университетом установлен его памятник. Имя Халела Досмухамедова носят улицы в Алматы, Астане, Сарыагаш, Атырау и Уральск, Шымкент, Актобе.

## Сочинения
«Табиғаттану», «Жануарлар» (1922), «Адамның тән тірлігі», «Оқушылардың денсаулығын сақтау» (1925)